# John Turturro

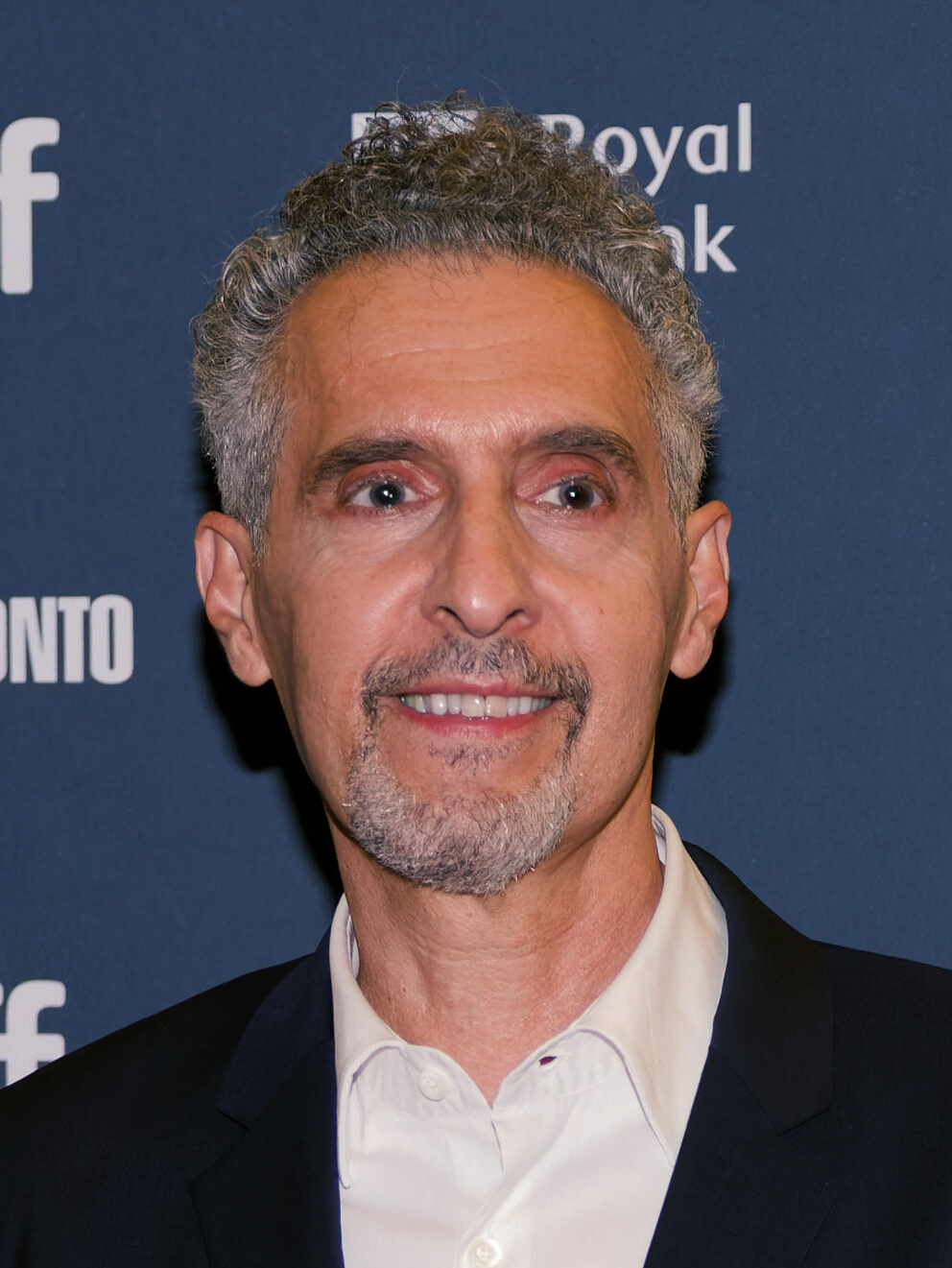
John Turturro (2024)

John Michael Turturro (* 28. Februar 1957 in Brooklyn, New York) ist ein US-amerikanischer Schauspieler, Regisseur und Drehbuchautor.

## Leben und Karriere
Seine Mutter Katherine Turturro, eine Amateur-Jazzsängerin, arbeitete im Zweiten Weltkrieg auf einem Navy-Stützpunkt. Sein Vater Nicholas Turturro, ein Zimmermann und Bauarbeiter, war als Navy-Soldat beim D-Day in der Normandie im Einsatz. John wurde von seinen Eltern katholisch erzogen; seine Mutter wurde in Sizilien, sein Vater in Apulien geboren. Als er sechs Jahre alt war, zog seine Familie nach Rosedale, ein Stadtteil von Queens, New York.
Turturro studierte Drama an der State University of New York und schloss das Studium als Master of Fine Arts an der Yale School of Drama ab. Sein Bruder Nicholas Turturro und seine Cousine Aida Turturro sind ebenfalls Schauspieler. Ein weiterer Bruder, Ralph, ist Kunstlehrer.
Seine erste kleine Rolle erhielt Turturro in Martin Scorseses Film Wie ein wilder Stier. Bekannt sind vor allem seine regelmäßigen Kooperationen mit Spike Lee, Adam Sandler, Joel Coen und Ethan Coen. 1991 wurde er für seine Rolle in Barton Fink bei den Internationalen Filmfestspielen von Cannes als bester Schauspieler ausgezeichnet.
Sein Debüt als Filmregisseur und Drehbuchautor gab er mit dem Film Mac, für den er bei den Internationalen Filmfestspielen von Cannes 1992 mit der goldenen Kamera ausgezeichnet wurde. Weitere Regiearbeiten folgten, zuletzt 2019 mit The Jesus Rolls eine Spinoff zu The Big Lebowski.
John Turturro ist mit der Schauspielerin Katherine Borowitz verheiratet und hat zwei Kinder (* 1990 und * 2000).

## Filmografie (Auswahl)

### Als Darsteller
- 1980: Wie ein wilder Stier (Raging Bull)
- 1984: Der Exterminator 2
- 1984: Flamingo Kid
- 1985: Miami Vice (Fernsehserie)
- 1985: Susan … verzweifelt gesucht (Desperately Seeking Susan)
- 1985: Leben und Sterben in L.A. (To Live and Die in L.A.)
- 1986: Hannah und ihre Schwestern (Hannah and Her Sisters)
- 1986: Gung Ho
- 1986: Off Beat – Laßt die Bullen tanzen
- 1986: Die Farbe des Geldes (The Color of Money)
- 1987: Pinguine in der Bronx (Five Corners)
- 1987: Der Sizilianer (The Sicilian)
- 1988: Mamma Lucia (The Fortunate Pilgrim, Fernsehserie)
- 1989: Do the Right Thing
- 1990: Catchfire
- 1990: Mann mit Ehre – Du achtest nur, was du fürchtest (Men of Respect)
- 1990: Mo’ Better Blues
- 1990: Miller’s Crossing
- 1990: Im Vorhof der Hölle (State of Grace)
- 1991: Barton Fink
- 1991: Jungle Fever
- 1992: Drei lahme Enten (Brain Donors)
- 1992: Mac
- 1993: Fearless – Jenseits der Angst
- 1994: Wer hat meine Familie geklaut? (Being Human)
- 1994: Quiz Show
- 1994: Auf der Suche nach Jimmy Hoyt (The Search for One-eye Jimmy)
- 1995: The Moviemaker (Search and Destroy)
- 1995: Entfesselte Helden (Unstrung Heroes)
- 1995: Clockers
- 1995: Der Pate und das Showgirl (Sugartime, Fernsehfilm)
- 1996: Girl 6
- 1996: Box of Moonlight (Box of Moon Light)
- 1996: Grace of My Heart
- 1997: Atempause (La tregua)
- 1997: Lesser Prophets
- 1998: Animals / Animals with the Tollkeeper
- 1998: The Big Lebowski
- 1998: O.K. Garage – Die Masche mit den Autos
- 1998: Spike Lee’s Spiel des Lebens (He Got Game)
- 1998: Illuminata
- 1998: Rounders
- 1999: Das schwankende Schiff (Cradle Will Rock)
- 1999: Die Beat Generation – Wie alles anfing (The Source, Dokumentarfilm)
- 2000: Cuba Libre – Dümmer als die CIA erlaubt! (Company Man)
- 2000: O Brother, Where Art Thou? – Eine Mississippi-Odyssee
- 2000: Das Leben, der Tod und andere Katastrophen (Two Thousand and None)
- 2000: Lushins Verteidigung (The Luzhin Defence)
- 2000: In stürmischen Zeiten (The Man Who Cried)
- 2001: 13 Conversations About One Thing
- 2002: Monday Night Mayhem (Fernsehfilm)
- 2002: Collateral Damage – Zeit der Vergeltung (Collateral Damage)
- 2002: Mr. Deeds
- 2002: Frasier (Fernsehserie)
- 2003: Fear X
- 2003: Die Wutprobe (Anger Management)
- 2003: Ore 2: Calma piatta (Kurzfilm)
- 2004: Verrat in Venedig (Secret Passage)
- 2004: Das geheime Fenster (Secret Window)
- 2004: 2BPerfectlyHonest
- 2004: She Hate Me
- 2004–2005, 2008: Monk (Fernsehserie, 3 Episoden)
- 2005: Romance & Cigarettes
- 2006: A Few Days in September (Quelques jours en septembre)
- 2006: Der gute Hirte (The Good Shepherd)
- 2007: Slipstream
- 2007: Transformers
- 2007: The Flight of the Conchords (Fernsehserie)
- 2007: The Bronx Is Burning (Fernsehserie)
- 2007: Margot und die Hochzeit (Margot at the Wedding)
- 2008: Inside Hollywood (What Just Happened?)
- 2008: Leg dich nicht mit Zohan an (You Don’t Mess with the Zohan)
- 2008: Buffalo Soldiers ’44 – Das Wunder von St. Anna
- 2009: Der Nussknacker (The Nutcracker in 3D)
- 2009: Die Entführung der U-Bahn Pelham 123 (The Taking of Pelham 123)
- 2009: Transformers – Die Rache (Transformers: Revenge of the Fallen)
- 2011: Transformers 3 (Transformers: Dark of the Moon)
- 2011: Cars 2 (Originalstimme von Francesco Bernoulli)
- 2011: Somewhere Tonight
- 2013: Plötzlich Gigolo (Fading Gigolo)
- 2013: Gods Behaving Badly
- 2014: God’s Pocket
- 2014: Rio, Eu Te Amo
- 2014: Exodus: Götter und Könige (Exodus: Gods and Kings)
- 2015: Mia Madre
- 2015: Die lächerlichen Sechs (The Ridiculous 6)
- 2016: The Night Of – Die Wahrheit einer Nacht (The Night Of, Miniserie)
- 2016: Hands of Stone – Fäuste aus Stein (Hands of Stone)
- 2017: Transformers: The Last Knight
- 2018: Gloria – Das Leben wartet nicht (Gloria Bell)
- 2019: Der Name der Rose (The Name of the Rose, Fernsehserie)
- 2019: The Jesus Rolls
- 2019: The True Adventures of Wolfboy
- 2019: Grünes Ei mit Speck (Green Eggs and Ham, Fernsehserie, 6 Episoden, Stimme)
- 2020: The Plot Against America (Miniserie, 6 Episoden)
- 2022: The Batman
- 2022: Guillermo del Toros Pinocchio (Guillermo del Toro’s Pinocchio, Animationsfilm – Sprechrolle)
- seit 2022: Severance (Fernsehserie)
- 2024: The Room Next Door

### Als Regisseur
- 1992: Mac
- 1998: Illuminata
- 2005: Romance & Cigarettes
- 2010: Passione
- 2013: Plötzlich Gigolo (Fading Gigolo)
- 2019: The Jesus Rolls

### Als Drehbuchautor
- 1992: Mac
- 1998: Illuminata
- 2005: Romance & Cigarettes
- 2009: Prove per una tragedia siciliana
- 2010: Passione
- 2019: The Jesus Rolls

### Als Produzent
- 1998: Illuminata
- 2005: Romance & Cigarettes
- 2008: Beyond Wiseguys: Italian Americans & the Movies
- 2009: Prove per una tragedia siciliana

## Auszeichnungen
- Pinguine in der Bronx:
  - nominiert für den Independent Spirit Award als bester Nebendarsteller
- Miller’s Crossing:
  - nominiert für den National Society of Film Critics Award als bester Nebendarsteller
  - nominiert für den New York Film Critics Circle Award als bester Nebendarsteller
- Barton Fink:
  - Cannes Film Festival Award als bester Darsteller
  - David di Donatello für den besten ausländischen Darsteller
  - nominiert für den Chicago Film Critics Association Award als bester Darsteller
- Quiz Show:
  - nominiert für den Chicago Film Critics Association Award als bester Nebendarsteller
  - nominiert für den Chlotrudis Award als bester Nebendarsteller
  - nominiert für den Golden Globe als bester Nebendarsteller
  - nominiert für den Screen Actors Guild Award als bester Nebendarsteller
- Thirteen Conversations About One Thing:
  - Florida Film Critics Circle Award für das beste Ensemble
- Box of Moon Light:
  - nominiert für den Independent Spirit Award als bester Darsteller
- Grace of My Heart:
  - nominiert für den Chlotrudis Award als bester Nebendarsteller
- Monk
  - Emmy als bester Gastdarsteller in einer Comedyserie
- Transformers 3:
  - nominiert für die Goldene Himbeere für das schlechteste Ensemble